# Друлович, Гойко
Гойко Друлович (серб. Гојко Друловић; 1912, Нова-Варош — ноябрь 1943, Приеполье) — югославский партизан, участник Народно-освободительной войны, Народный герой Югославии.

## Биография
Родился в 1912 году в Нови-Вароше. Окончил философский факультет Белградского университета, работал преподавателем в одном из македонских университетов. Перед войной вступил в КПЮ. С 1941 года числился в партизанском движении.
В августе 1941 года вместе с Радиславом Никчевичем был арестован в Ягодине, однако сумел сбежать. В Народно-освободительной армии занимал должность заместителя политрука в 3-й санджакской пролетарской ударной бригаде.
Убит в ноябре 1943 года во время боёв за Приеполье против сил чётников и недичевцев. 21 декабря 1951 ему присвоено посмертно звание Народного героя Югославии.